# Antoni Świadek

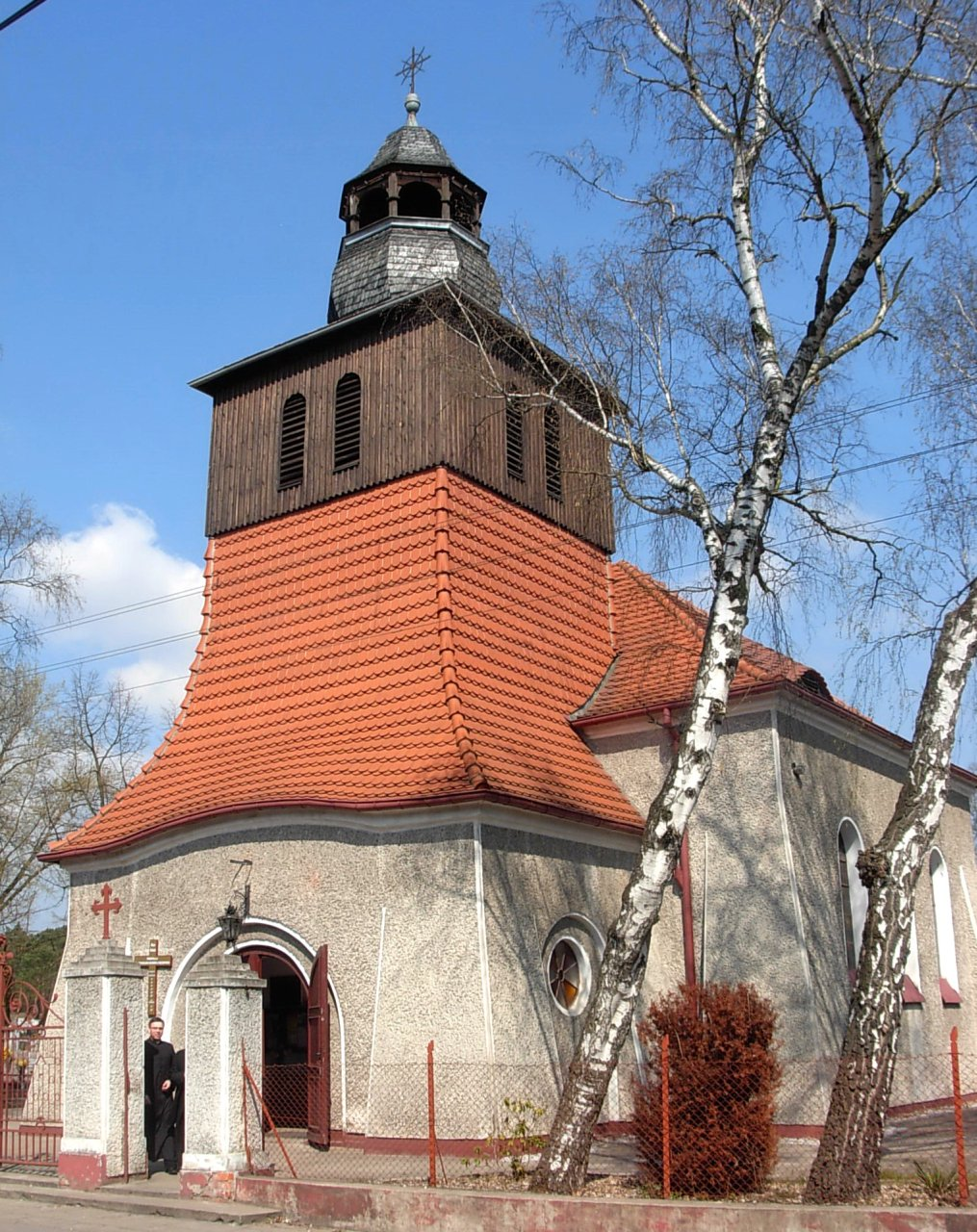
Kościół św. Stanisława Biskupa i Męczennika w Bydgoszczy, w którym w latach 1937–1942 pracował bł. ks. Antoni Świadek

Antoni Świadek (ur. 1909 w Pobiedziskach, zm. 1945 w Dachau) – polski duchowny katolicki, błogosławiony Kościoła katolickiego.

## Życiorys
Urodził się 27 marca 1909 r. w Pobiedziskach, w Poznańskiem. Był synem Władysława, kołodzieja, i Władysławy z Mieleszyńskich. Uczęszczał do gimnazjum w Kępnie, gdzie w 1928 r. złożył egzamin dojrzałości. Działał w Sodalicji Mariańskiej oraz w harcerstwie.
Zaraz po maturze zgłosił się do seminarium duchownego w Poznaniu, gdzie 10 czerwca 1933 r. przyjął święcenia kapłańskie. Wyróżniał się bardziej pracowitością niż zdolnościami, pobożnością i silnym charakterem. Wymagający wobec siebie, był wyrozumiały dla kolegów.

### Działalność w Bydgoszczy
W lipcu 1933 r. został wikariuszem w bydgoskim kościele farnym i pozostał w nim do chwili aresztowania w 1942 r. Ustanowiono go również kapelanem harcerskim i wojskowym.
W 1937 r. został przydzielony jako substytut do kościoła filialnego pw. św. Stanisława Biskupa w Bydgoszczy na przedmieściu Siernieczek. W latach 1937–1939 prowadził działalność duszpasterską oraz doprowadził do budowy plebanii przy kościele. Rychło zdobył szacunek parafian. Ze szczególnym zamiłowaniem pracował wśród dzieci i młodzieży.
Po najeździe Niemiec na Polskę we wrześniu 1939 r. dobrowolnie zgłosił się jako kapelan do jednego z polskich oddziałów i pozostał przy nim aż do klęski. Potem przez pewien czas pracował w szpitalu dla polskich jeńców, dopóki nie powrócił do Bydgoszczy.
W okupacyjnych warunkach starał się prowadził działalność duszpasterską. Wbrew zakazom władz hitlerowskich, aby wszystkie obrzędy liturgiczne sprawować w języku niemieckim, podczas nabożeństw i pogrzebów często posługiwał się językiem polskim. Spowiadał po polsku, przygotowywał potajemnie dzieci do Pierwszej Komunii Świętej. Opiekował się ubogimi oraz spotykał z młodzieżą, którą znał z poprzedniej pracy w organizacjach, zwłaszcza w harcerstwie.

### Pobyt w obozie koncentracyjnym Dachau
Ta działalność nie uszła uwadze Niemców. Zadenuncjowany przez jedną z mieszkanek dzielnicy, której spowiedzi wysłuchał po polsku, latem 1942 r. został aresztowany przez gestapo i osadzony w bydgoskim więzieniu. W październiku 1942 r. został wywieziony do niemieckiego obozu koncentracyjnego Dachau (KL), gdzie otrzymał numer 37193. Krótko po swoim przyjeździe zachorował na tyfus brzuszny, z którego jednak wyzdrowiał.
Jako ksiądz był szczególnie brutalnie traktowany oraz zmuszany do ciężkiej pracy.
Pracował w komandach Bekleidungslager, później na plantacjach, a w końcu w obozowym komandzie transportowym. Na początku stycznia 1945 r. zachorował na tyfus plamisty. Choroba ta stała się przyczyną jego śmierci, która nastąpiła 25 stycznia 1945 r. Jego zwłoki rzucono do tzw. Totenkammer, a potem pochowano w zbiorowej mogile poza obozem w pobliżu wsi Deutenhofen.

### Beatyfikacja
W 1991 r. znalazł się w grupie 108 polskich męczenników za wiarę, zamordowanych podczas II wojny światowej, objętych postępowaniem beatyfikacyjnym. 13 czerwca 1999 r. został beatyfikowany w Warszawie przez papieża Jana Pawła II. Wspomnienie liturgiczne ks. Antoniego Świadka przypada 21 stycznia.

## Upamiętnienie
W kościele św. Stanisława Biskupa w Bydgoszczy znajduje się tablica pamiątkowa, ufundowana w 1948 r. przez parafian ku czci kapłana. W tym czasie podjęto również próbę nazwania sąsiedniej ulicy (Kaplicznej) imieniem ks. Antoniego Świadka, co nie została zaakceptowane przez organy władzy publicznej. W kościele św. Michała Archanioła w Pobiedziskach marmurowa tablica pamiątkowa z wizerunkiem błogosławionego.